# Liste der Bodendenkmäler in Rain (Niederbayern)
Auf dieser Seite sind die Bodendenkmäler in der niederbayerischen Gemeinde Rain zusammengestellt. Diese Tabelle ist eine Teilliste der Liste der Bodendenkmäler in Bayern. Grundlage ist die Bayerische Denkmalliste, die auf Basis des Bayerischen Denkmalschutzgesetzes vom 1. Oktober 1973 erstmals erstellt wurde und seither durch das Bayerische Landesamt für Denkmalpflege geführt wird. Die folgenden Angaben ersetzen nicht die rechtsverbindliche Auskunft der Denkmalschutzbehörde.

## Bodendenkmäler der Gemeinde Rain

### Bodendenkmäler in der Gemarkung Atting
| Lage              | Objekt                                                                      | Akten-Nr.     | Bild |
| ----------------- | --------------------------------------------------------------------------- | ------------- | ---- |
| Atting (Standort) | Siedlungen der Linearbandkeramik, der frühen Bronzezeit und der Latènezeit. | D-2-7140-0012 |      |

### Bodendenkmäler in der Gemarkung Niedermotzing
| Lage                     | Objekt                                                                   | Akten-Nr.     | Bild |
| ------------------------ | ------------------------------------------------------------------------ | ------------- | ---- |
| Niedermotzing (Standort) | Siedlung vor- und frühgeschichtlicher Zeitstellung.                      | D-2-7040-0049 |      |
| Niedermotzing (Standort) | Siedlung und verebnete Gräben vor- und frühgeschichtlicher Zeitstellung. | D-2-7040-0050 |      |

### Bodendenkmäler in der Gemarkung Perkam
| Lage              | Objekt | Akten-Nr.     | Bild |
| ----------------- | --- | ------------- | ---- |
| Perkam (Standort) | Siedlung vor- und frühgeschichtlicher Zeitstellung. | D-2-7040-0062 |      |
| Perkam (Standort) | Siedlung und verebnete Gräben vor- und frühgeschichtlicher Zeitstellung.                                                                                       | D-2-7040-0064 |      |
| Perkam (Standort) | Verebnete vorgeschichtliche Grabhügel sowie Körpergräber mit Kreisgräben und Siedlung vor- und frühgeschichtlicher Zeitstellung.                               | D-2-7140-0233 |      |
| Perkam (Standort) | Siedlung und verebnetes Grabenwerk vor- und frühgeschichtlicher Zeitstellung.                                                                                  | D-2-7140-0234 |      |
| Perkam (Standort) | Verebnetes Grabenwerk und Siedlungsspuren vor- und frühgeschichtlicher Zeitstellung.                                                                           | D-2-7140-0235 |      |
| Perkam (Standort) | Untertägige mittelalterliche und frühneuzeitliche Befunde und Funde im Bereich der Katholischen Filialkirche St. Nikolaus in Dürnhart und ihres Vorgängerbaus. | D-2-7140-0259 |      |

### Bodendenkmäler in der Gemarkung Rain
| Lage            | Objekt | Akten-Nr.     | Bild |
| --------------- | --- | ------------- | ---- |
| Rain (Standort) | Siedlung und Bestattungsplatz der Bronzezeit, Grabhügel mit Kreisgraben der Hallstattzeit, Siedlung und verebnetes Grabenwerk vor- und frühgeschichtlicher Zeitstellung.      | D-2-7040-0061 |      |
| Rain (Standort) | Teilstück einer Straße der römischen Kaiserzeit. | D-2-7040-0069 |      |
| Rain (Standort) | Siedlung vor- und frühgeschichtlicher Zeitstellung. | D-2-7040-0070 |      |
| Rain (Standort) | Siedlung und verebneter Graben vor- und frühgeschichtlicher Zeitstellung. | D-2-7040-0074 |      |
| Rain (Standort) | Siedlung vor- und frühgeschichtlicher Zeitstellung. | D-2-7040-0075 |      |
| Rain (Standort) | Siedlung vor- und frühgeschichtlicher Zeitstellung. | D-2-7040-0078 |      |
| Rain (Standort) | Verebneter Grabhügel vorgeschichtlicher Zeitstellung. | D-2-7040-0080 |      |
| Rain (Standort) | Verebnetes viereckiges Grabenwerk vor- und frühgeschichtlicher Zeitstellung.                                                                                                  | D-2-7040-0081 |      |
| Rain (Standort) | Verebnetes Grabenwerk und Siedlung vor- und frühgeschichtlicher Zeitstellung.                                                                                                 | D-2-7040-0082 |      |
| Rain (Standort) | Siedlung vor- und frühgeschichtlicher Zeitstellung. | D-2-7040-0083 |      |
| Rain (Standort) | Siedlung vorgeschichtlicher Zeitstellung. | D-2-7040-0087 |      |
| Rain (Standort) | Siedlung der Bronzezeit oder Urnenfelderzeit. | D-2-7040-0100 |      |
| Rain (Standort) | Siedlungen der frühen und mittleren Bronzezeit und der Urnenfelderzeit. | D-2-7040-0101 |      |
| Rain (Standort) | Untertägige mittelalterliche und frühneuzeitliche Befunde und Funde im Bereich des Schlosses Rain mit abgegangenem Wassergraben.                                              | D-2-7040-0105 |      |
| Rain (Standort) | Verebnetes viereckiges Grabenwerk mit zwei Gräben vor- und frühgeschichtlicher Zeitstellung.                                                                                  | D-2-7040-0108 |      |
| Rain (Standort) | Siedlung und Brandgräber der Urnenfelderzeit. | D-2-7140-0236 |      |
| Rain (Standort) | Siedlungen des Neolithikums und der Urnenfelderzeit. | D-2-7140-0238 |      |
| Rain (Standort) | Siedlung der Urnenfelderzeit. | D-2-7140-0240 |      |
| Rain (Standort) | Siedlung der Bronzezeit. | D-2-7140-0241 |      |
| Rain (Standort) | Siedlungen des älteren Neolithikums, der Bronzezeit, Urnenfelder- und Latènezeit sowie verebnetes viereckiges Grabenwerk vor- oder frühgeschichtlicher Zeitstellung.          | D-2-7140-0244 |      |
| Rain (Standort) | Siedlung vor- und frühgeschichtlicher Zeitstellung. | D-2-7140-0245 |      |
| Rain (Standort) | Siedlung und Körpergräber vor- und frühgeschichtlicher Zeitstellung. | D-2-7140-0246 |      |
| Rain (Standort) | Siedlung und Körpergräber vor- und frühgeschichtlicher Zeitstellung. | D-2-7140-0247 |      |
| Rain (Standort) | Siedlung vor- und frühgeschichtlicher Zeitstellung. | D-2-7140-0248 |      |
| Rain (Standort) | Siedlungen der Bronzezeit, unter anderem der mittleren Bronzezeit, der Urnenfelderzeit und der mittleren römischen Kaiserzeit.                                                | D-2-7140-0270 |      |
| Rain (Standort) | Untertägige mittelalterliche und frühneuzeitliche Befunde und Funde im Bereich der Katholischen Filialkirche St. Johannes Evangelista in Wiesendorf mit zugehörigem Friedhof. | D-2-7140-0278 |      |
| Rain (Standort) | Siedlung vorgeschichtlicher Zeitstellung, unter anderem der Urnenfelder- und Latènezeit. Bestattungsplatz der Frühbronzezeit und der mittleren Latènezeit.                    | D-2-7140-0333 |      |